# Benedetto Lorenzelli
Benedetto kardinál Lorenzelli (11. května 1853 – 15. září 1915) byl italský katolický duchovní, filosof, právník, diplomat a teolog, který byl v letech 1884 – 1893 rektorem české koleje v Římě.

## Stručný životopis
Studoval v semináři v Bologni, pak v Římě u sv. Apolináře, kde získal doktoráty z filosofie, teologie, kanonického a civilního práva. Na kněze byl vysvěcen v Bologni roku 1876. Byl tomistou a aristotelikem, patřil ke slavnému kruhu tomistů okolo papeže Lva XIII., působil jako profesor filosofie a dogmatické teologie na Propagandě a u sv. Apolináře.
Roku 1889 jej Lev XIII. poslal s biretem pro kardinála Schönborna do Vídně, aby tak mohl být jako první rektor nově vytvořené české koleje v Římě (Bohemicum, pozdější Nepomucenum) představen císaři Františku Josefovi, který mu udělil řád železné koruny II. třídy Jako rektor české koleje působil v letech 1884 – 1893.
Poté udělal Lorenzelli velmi rychlou diplomatickou kariéru: roku 1893 se stal internunciem v Haagu, 1897 nunciem v Mnichově, 1899 nunciem v Paříži a byl jím až do r. 1904, kdy stát přerušil diplomatické styky s Vatikánem.
Biskupské svěcení přijal roku 1896 v Římě, na závěr diplomatické kariéry byl roku 1904 jmenován arcibiskupem v Lucce, r. 1910 abdikoval.
V konzistoři 15. dubna 1907 jej papež Pius X. jmenoval kardinálem titulu Santa Croce in Gerusalemme. Od února 1914 až do své smrti byl prefektem Posvátné kongregace pro studium. Účastnil se konkláve roku 1914, na němž byl zvolen papež Benedikt XV. a vzhledem k tomu, že se osobně zasadil o jeho zvolení, stal se papežovým blízkým spolupracovníkem.
Je autorem řady pojednání z tomistické filosofie a dvousvazkové příručky křesťanské filosofie. Až do své smrti byl v intenzivním písemném styku s Mons. Františkem Zapletalem, jehož poznal v době rektorského působení v Bohemicu a jenž byl jeho blízkým přítelem. Českou kolej podporoval během celé své kariéry, pamatoval na ni i v závěti.
Zemřel ve věku 62 let roku 1915 a je pohřben v kapli Bolestné Panny Marie v katedrále v San Miniatu.

## Dílo
- Philosophiae theoreticae institutiones secundum doctrinam Aristotelis et S. Thomae Aquinatis,1-2, 1896 – 2. vyd., 1906
- Philosophiae speculativae institutiones synopticae, 1893
- La teoria del materiale e dell'immateriale riguardanti in se e nella loro conoscibilità, 1886
- Le sensazioni e I sensibili, 1886
- Il teismo filosofico cristiano e la critica panteistica, 1893